# Нокалакеви
Нокалакеви (груз. ნოქალაქევი — букв. место, где существовал город; др.-греч. ἀρχαῖος πόλις — древний город) — город-крепость в западной Грузии, в Сенакском муниципалитете мхаре Самегрело. Нокалакеви был одним из крупнейших городов древнего Колхидского государства, а также столицей Лазского царства. Наряду с такими городами, как Уплисцихе, Вани и Мцхета являлся важным центром древнегрузинской цивилизации. Рядом ученых отождествляется с мифологическим городом Айа, куда, по преданию, приплыли аргонавты. 
Непосредственно рядом с Нокалакеви на правом берегу реки Техури есть природные источники горячей воды.

## История

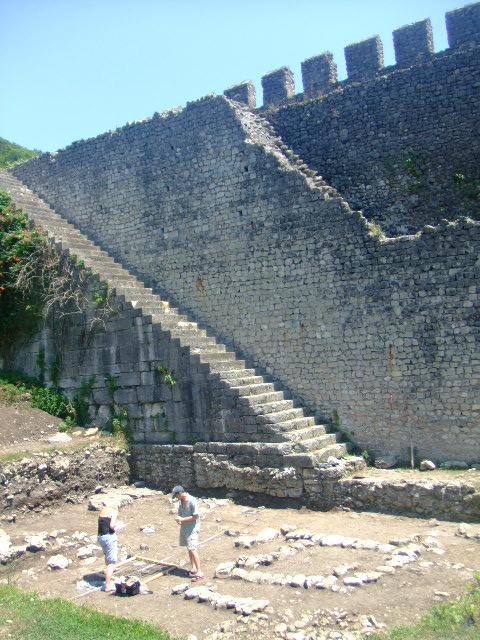
Восточная стена Нокалакеви

На этом месте издревле был расположен грузинский город. Греческие авторы называли его Археополис, однако в более ранних грузинских хрониках город был известен под именем Цихе Годжи. Согласно историческим хроникам, город был основан эриставом Эгриси Куджи в III веке до н. э. Цихе Годжи был столицей Эгриси в IV—VIII веках нашей эры. 
Эгрисские войны между Византией и Персией в основном велись именно возле столицы. Во время войн город выдержал две осады, но в третий раз был взят персами (554). Объединённые византийско-эгрисские войска вскоре вернули город. В 697 году расположились основные арабские гарнизоны в Эгриси.  В 737/738 году в город вторгся арабский военачальник Марван II и разрушил его, уничтожив или обратив в бегство на север, на побережье реки Ингури большинство жителей. 
Из-за арабского нашествия город вскоре потерял былое значение и превратился в маленькую деревеньку. Второй этап развития поселения начался в XVI—XVIII веках, когда в городе появилась резиденция владетеля Одиши.

## Галерея

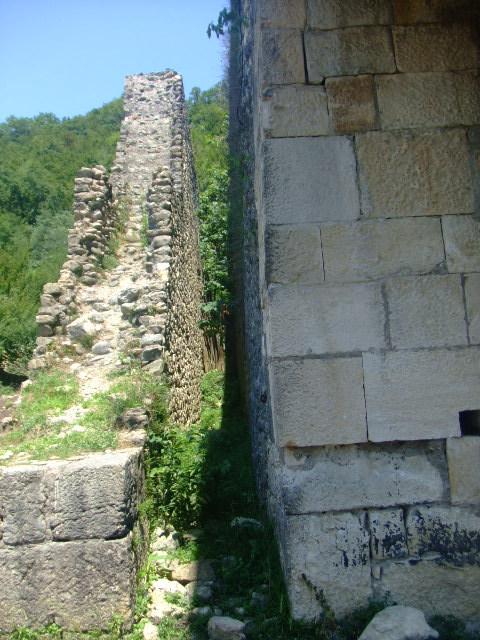
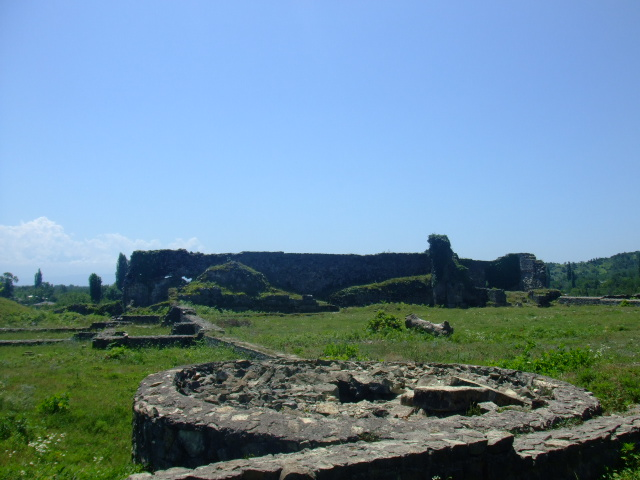
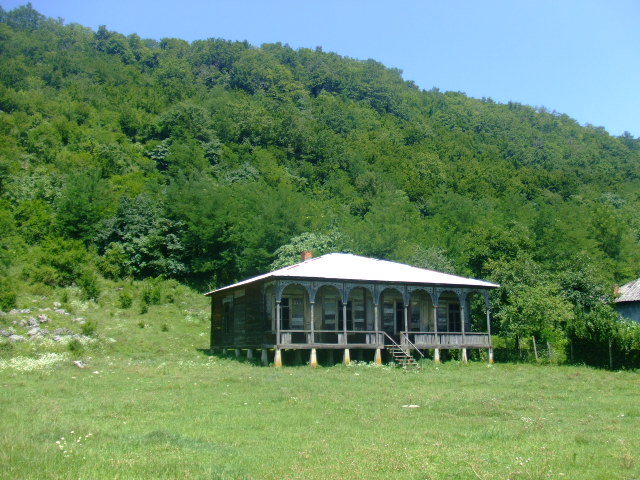
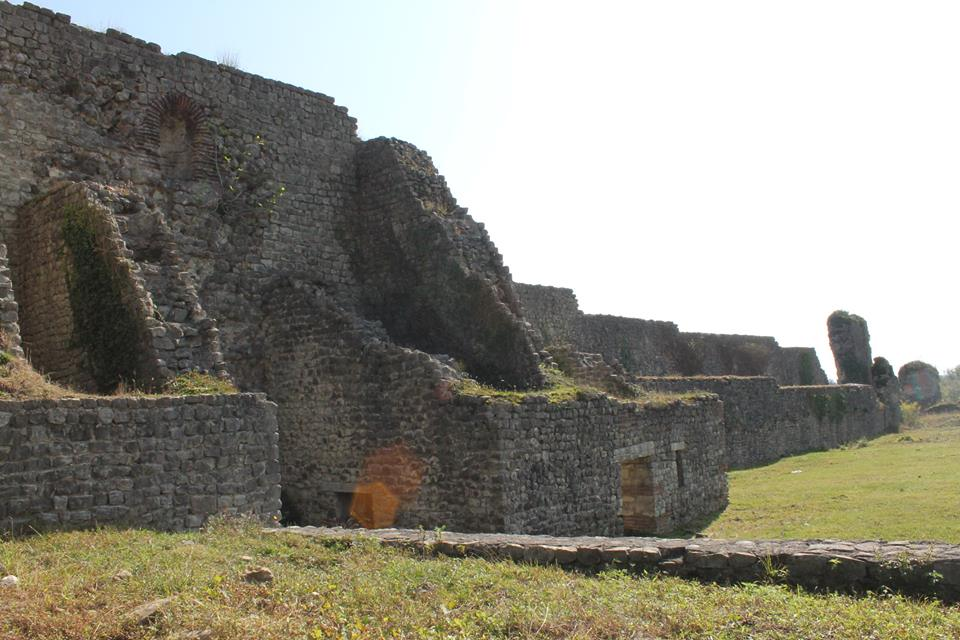
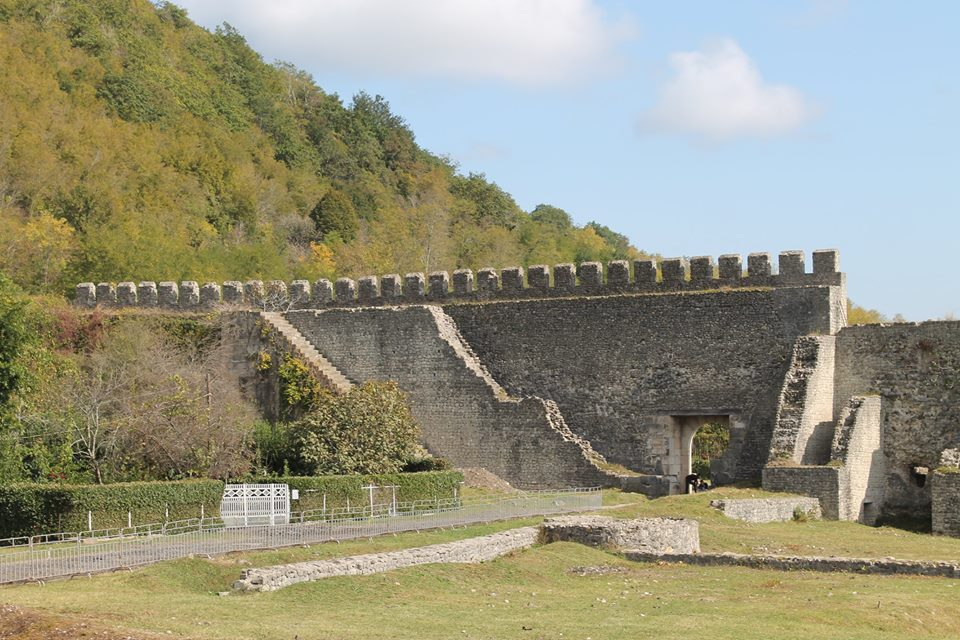
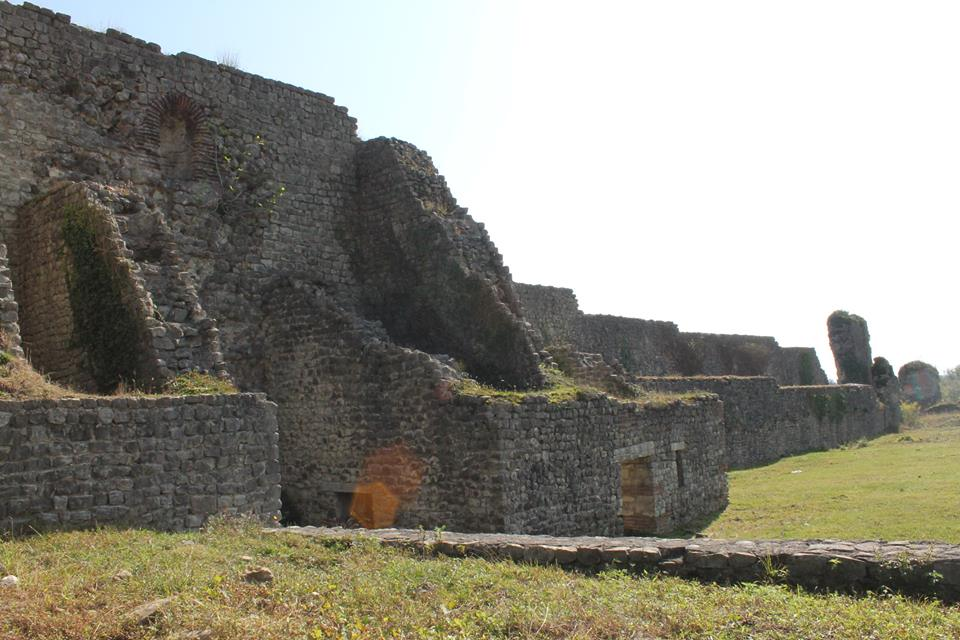
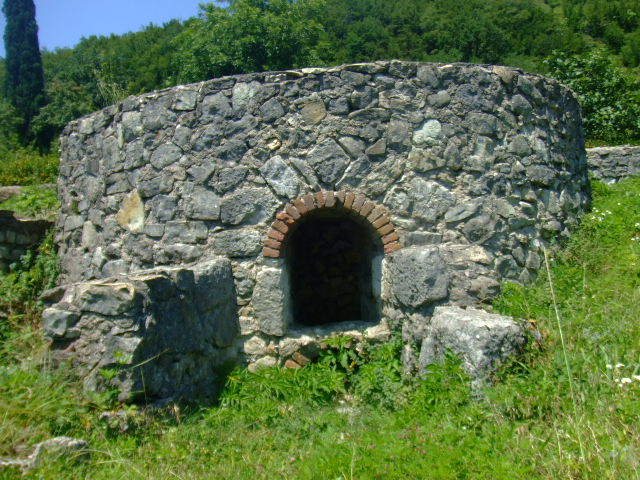
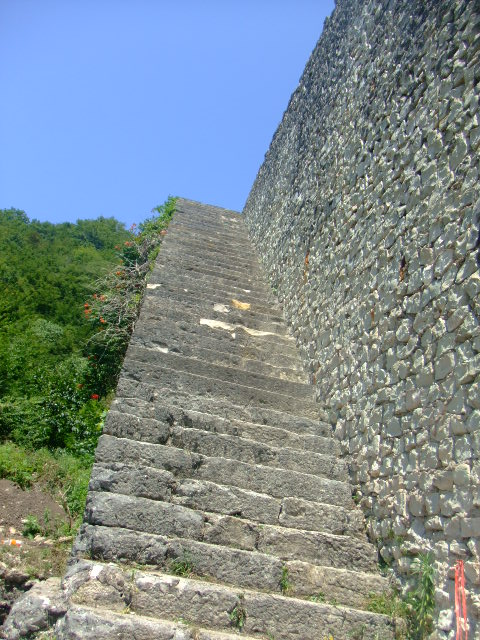
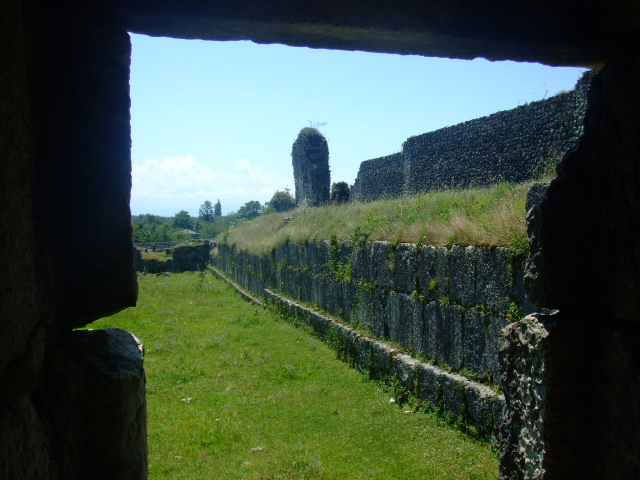